# Remigio Crespo Toral
Remigio Crespo Toral ist eine Ortschaft und eine Parroquia rural („ländliches Kirchspiel“) im Kanton Gualaceo der ecuadorianischen Provinz Azuay. Die Parroquia besitzt eine Fläche von 29,69 km². Die Einwohnerzahl lag im Jahr 2010 bei 1414.

## Lage
Die Parroquia Remigio Crespo Toral liegt am Westrand der Cordillera Real. Das Verwaltungsgebiet liegt am linken Ufer des Río San Francisco, ein rechter Nebenfluss des Río Santa Bárbara. Der Hauptort Remigio Crespo Toral, auch als „Gulag“ bekannt, liegt auf einer Höhe von 2450 m, 3,5 km südöstlich vom Kantonshauptort Gualaceo.
Die Parroquia Remigio Crespo Toral grenzt im Norden und im Osten an die Parroquia Luis Cordero Vega, im äußersten Südosten an die Parroquia Delegsol (Kanton Chordeleg), im Westen an die Parroquias San Martín de Puzhío, La Unión und Chordeleg sowie im äußersten Nordwesten an die Parroquia Gualaceo.

## Geschichte
Die Parroquia Remigio Crespo Toral wurde am 1. Februar 1940 gegründet. Namensgeber der Parroquia war ein Dichter aus Cuenca.